# Ivan Král

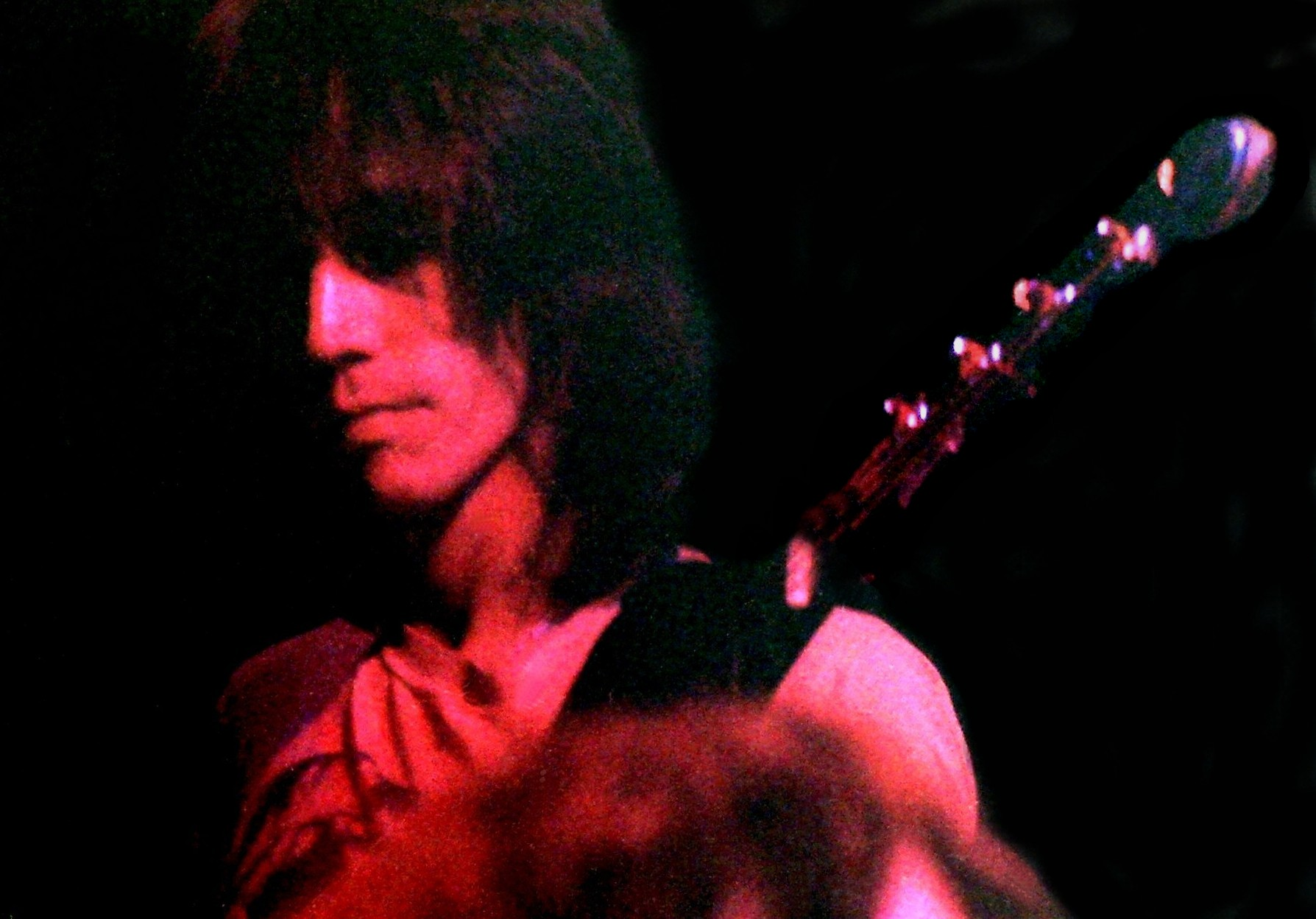
Ivan Král, 1978.

Ivan Král, född 12 maj 1948 i Prag, Tjeckoslovakien, död 2 februari 2020 i Ann Arbor, Michigan, USA, var en tjeckisk-amerikansk basist. Král kom till USA 1966 som politisk flykting, och blev amerikansk medborgare 1981. Han blev aktiv inom USA:s musikscen på 1970-talet och blev basist och låtskrivare i The Patti Smith Group. Han medverkar på Patti Smiths debutalbum Horses 1975, och sedan på de tre album nämnda grupp gav ut fram till 1979 (Radio Ethiopia, Easter och Wave). Efter att gruppen upplösts spelade han bas på två Iggy Pop-album. Han återvände 1993 till Prag för att få fart på musikscenen i sitt gamla hemland. Under åren 1992-2014 gav han ut flera soloalbum som spelades in både i USA och Tjeckien.